# 1370 w polityce

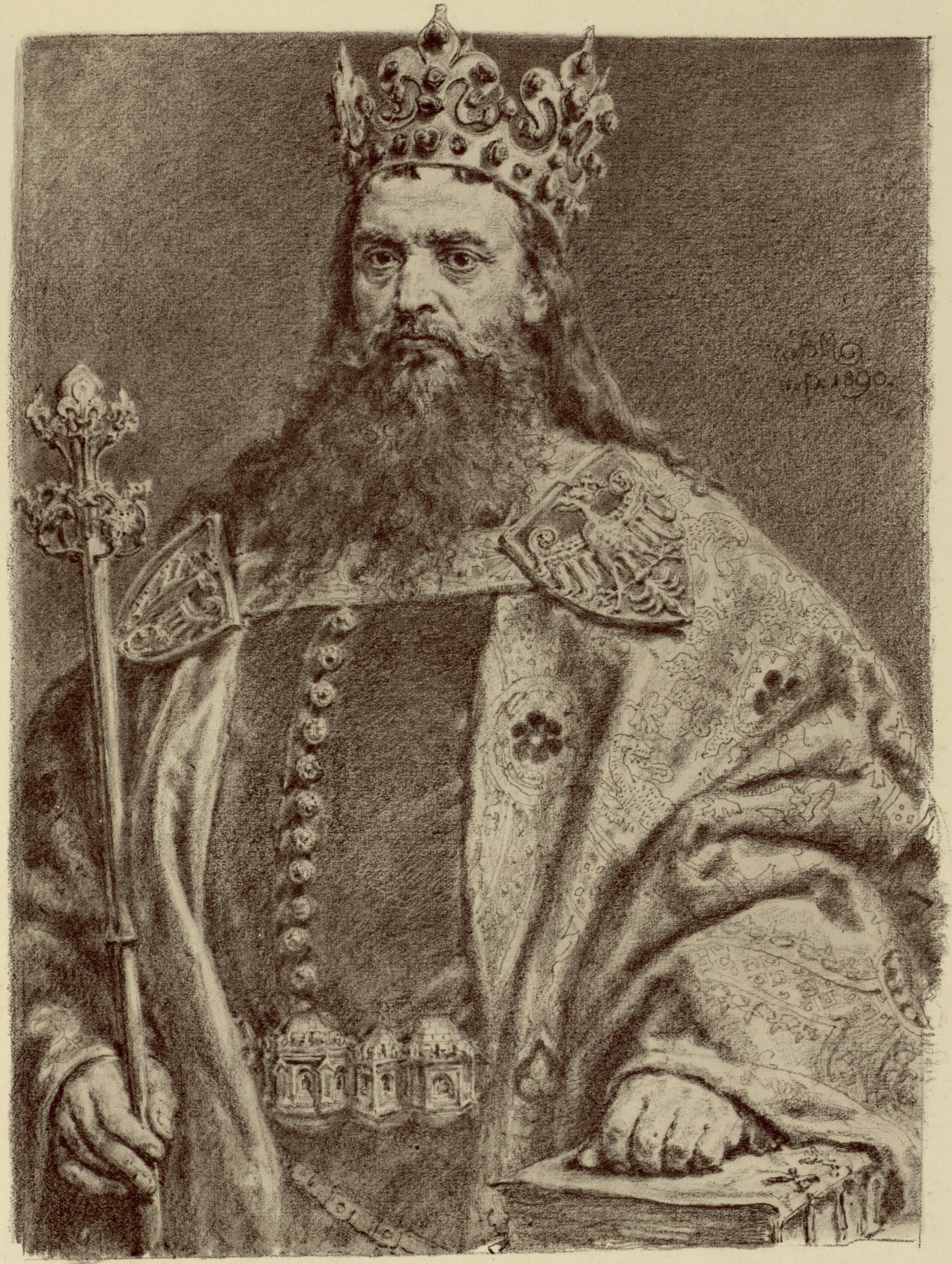
Kazimierz III Wielki

Wydarzenia polityczne w 1370 roku.

## Zmarli
- 5 listopada Kazimierz Wielki, król Polski[1]. Wraz z jego śmiercią wygasła dynastia Piastów na tronie ogólnopolskim, a władzę przejęli Andegawenowie węgierscy.